# ナガセPCスクール
株式会社ナガセPCスクールは、本社を東京都新宿区に置く全国20校のパソコンスクール「ナガセキャリアセンター（NCC）」と5校のFC校「ナガセキャリアプラザ（NCP）」を展開する企業。

## 年表
- 1996年（平成8年）4月 - 株式会社ナガセの事業部として、新宿住友ビル46Fに新宿本校開校
- 2000年（平成12年）3月 - 株式会社ナガセPCスクール設立
- 2004年（平成16年）10月 - 横浜スカイビル校がMOTS Award 2004 第1位受賞
- 2005年（平成17年）9月 - 横浜スカイビル校がMOTS Award 2005 受賞
- 2006年（平成18年）4月 - 新宿本校を新宿エルタワー5Fに移転
- 2006年（平成18年）8月 - 本社を新宿エルタワー5Fに移転
- 2006年（平成18年）9月 - 横浜スカイビル校がMOT TC Award 2006 最優秀賞受賞
- 2009年（平成21年）9月 - 銀座校がMOT TC Award 2009 最優秀賞受賞
- 2010年（平成22年）6月 - ナガセキャリアプラザ（NCP）を設立
- 2010年（平成22年）9月 - 銀座校がMOT TC Award 2010 優秀賞受賞
- 2011年（平成23年）10月 - CPLS IW Award 2011 優秀賞受賞

## 基礎データ

### 所在地
- 本社 - 東京都新宿区西新宿1-6-1 新宿エルタワー5Ｆ
- 管理本部 - 東京都杉並区上荻1-11-2 OSビル4F